# Regionalflughafen Clovis

i7
i11
i13
Der Clovis Regional Airport (vor 2021 Clovis Municipal Airport; IATA-Code: CVN, ICAO-Code: KCVN) ist ein öffentlicher Flughafen im Besitz der Stadt Clovis im Curry County des US-Bundesstaats New Mexico.
Die ersten Flüge führte Transcontinental Air Transport, vom Gelände des Portair Field bei Clovis nach Glendale (Kalifornien), am 7. Juli 1929 mit zwei Ford Tri-Motoren-Flugzeugen durch. An Bord rund 50 Passagiere, darunter namhafte Personen wie Amelia Earhart.
Das Portair Field wurde später in den 1930er Jahren in Clovis Municipal Airport umbenannt. Im Zweiten Weltkrieg wurde der Flughafen vom United States Army Air Corps in die Clovis Army Air Base umgewandelt.
Nach dem Krieg war der Flughafen bis Mai 1947 vorübergehend in inaktiven Status versetzt. Im Februar 1948 erweiterte Pioneer Air Lines seinen Service zwischen Amarillo (Texas), mit Zwischenstopps in Clovis, Roswell, Alamogordo und Las Cruces (New Mexico), und El Paso (Texas). Allerdings hatte zur gleichen Zeit die neu gegründete United States Air Force auch Maßnahmen zur Reaktivierung des Feldes eingeleitet. Dieser Konflikt wurde letztlich mit der Planung eines neuen städtischen Flughafens (der jetzige Clovis Municipal Airport) und die Reaktivierung des Clovis Air Force Field (welches in Cannon Air Force Base umbenannt wurde) gelöst. Der Municipal Airport wurde 1958 auf einem 800 Hektar großen Grundstück östlich von Clovis erbaut. Der Flughafen wurde im April 1959 eröffnet.
Der Flugplatz liegt sechs Seemeilen (7 Meilen, 11 km) östlich des zentralen Geschäftsviertels von Clovis auf 1285 m Seehöhe und hat eine Fläche von 599 ha.
Von drei Landebahnen sind zwei asphaltiert und eine ist eine Graspiste. Die Asphaltpisten sind 2195 m (04/22) und 1736 (12/30) m lang, die Graspiste (08/26) 744 m lang. Die beiden Asphaltpisten sind beleuchtet und für präzisen und nicht-präzisen Instrumentenanflug ausgerüstet. Flugbenzin (100LL) und Kerosin (Jet-A) sind erhältlich. Der Flughafen hat keinen Kontrollturm.
Im Jahr 2021 gab es insgesamt 14.944 Flugbewegungen. Davon entfielen 4.386 auf Zwischenlandungen, auf 1.815 lokale und  8.743 militärische Bewegungen. Auf dem Flughafen sind 62 Flugzeuge stationiert, davon 52 Propellermaschinen, 7 Jetflugzeuge und drei Helikopter.
Im Rahmen des Essential Air Service bedient seit 2020 die Denver Air Connection den Flughafen, mit Dornier 328JET mit 30 Sitzen, seit Ende 2021 mit Embraer EMB-145 mit 50 Sitzen.